# آرش (برخوانی)
آرش یک برخوانی است از بهرام بیضایی بر اساسِ داستانِ آرشِ کمانگیر. بیضایی آرش را نخست میانِ سال‌های ۱۳۳۴ و ۱۳۳۷ نوشت. سپس در سال‌های ۱۳۳۸ تا ۱۳۴۰ ویرایش و گسترده‌ترش کرد.

## موضوع و داستان
. . . بسیار مهم بود که سیاوش کسرایی، آرش کمانگیر را ساخت و از تنگنای چپ و سنتی و راست و امروزی سربلند درآمد. اما درست شاید برای خلاصی از همین تنگنا، به نظرم تصویرش از مردم و قهرمان هر دو فراآرمانی بود. این همه تقدس بخشیدن به مردم و قهرمان برایم قابل فهم نبود. و اگر مردم به همین سادگی از خود قهرمان می‌آفرینند، بی هیچ اشتباهی، چرا ما به این روز افتاده‌ایم؟ آن هم وقتی گیلگمش بابلی یکی-دو هزاره پیش از کتاب مقدس، از هراس انسانیِ قهرمان می‌گوید، و در آن مردم از دست قهرمان خود می‌نالند! در گیر و دار این ستایش و نکوهش منظومهٔ کسرایی بودم که دیدم آرش را نوشته‌ام. . . . یک روز منتظر نتیجهٔ امتحانِ آخر سال، هم‌مدرسه‌ای‌ام، نادر ابراهیمی، آرش در قلمروی تردید خودش را برایم تعریف کرد. . . . نمی‌دانم چرا جرئت کردم بگویم من هم آزمایشی کرده‌ام. و ناچار شدم بخوانمش. حسابی زد توی ذوقم که واقعی نیست؛ و من هم که نمی‌خواستم نویسنده بشوم؛ خیالِ راحت انداختمش کنار.

بیضایی، ۱۳۹۲
آرش یکی از بازگفت‌هایی است که از پسِ شناساندنِ افسانهٔ کهنِ آرش در کتابِ داستان‌های ایران باستانِ (۱۳۳۶) احسان یارشاطر پیدا شد. بیضایی در گفتگویی گفته که «نوشتن آرش حتی تا حدودی عکس‌العمل من در مقابل «آرش» سیاوش کسرایی بود که آن موقع تازه چاپ شده بود.» آرش یکی از نخستین‌هاست از سلسلهٔ ضدّقهرمان‌های آثارِ بیضایی.
بیضایی گمان می‌کرده که آرشِ کمانگیر ربطی داشته به آرجونا.

### خلاصه
آرش قهرمان نیست و تیر را با عشق پرتاب نمی‌کند. او ستوربانی است که تیر را با بیزاری رها می‌کند و ناخواسته قربانی می‌شود و ناخواسته شهید و قهرمان می‌شود.

## متن
نویسنده نسخهٔ نخستینِ این کار را در جوانی بین سال‌های ۱۳۳۴ و ۱۳۳۷ نوشت. سپس میان سال‌های ۱۳۳۸ و ۱۳۴۰ نسخهٔ گسترده‌تری از آرش آماده کرد. سرانجام سالِ ۱۳۴۲ آن را برای چاپ به کتاب ماه کیهان سپرد. امّا کارِ این مجلّه به توقیف انجامید و شمارهٔ سوّمش، که آرش در او بود، هرگز منتشر نشد. این برخوانی سرانجام در تابستانِ ۱۳۵۶ توسّطِ انتشاراتِ نیلوفر چاپ و منتشر شد. تا حدودِ بیست سال آرش کتابی جداگانه بود و پی‌درپی چاپ می‌شد؛ تا آن که از سالِ ۱۳۷۶ با «اژدهاک» و «کارنامه‌ی بُندارِ بیدَخش» در کتابِ سه بَرخوانی به وسیلهٔ انتشاراتِ روشنگران و مطالعات زنان چاپ شد. نیز در جلدِ یکُمِ دیوان نمایش (۱۳۸۲) نسخه‌ای باز هم بازنگری‌شده از آرش آمده است.
آرش از «ادبیات ماندگار» ِ فارسی به شمار می‌رود و به صورتِ کامل یا گزیده در بعضی گزیده‌های ادبی، مانندِ زبان و ادبیّات فارسی (عمومی): برگزیده‌ی متون فارسی، مباحث دستور و زبان‌شناسی (۱۳۷۸)، نیز آمده است.

## نمایش
آرش بارها در ایران و جاهای دیگر به زبان‌های گوناگون به نمایش درآمده است. نیز اقتباس‌هایی از آن نوشته و بازی شده است. یگانه اجرایش که نویسنده کارگردانی کرده آواخوانیِ آرش با اجرای مژده شمسایی و محسن نامجو در ژوئیهٔ ۲۰۱۳ در سالنِ آننبرگِ دانشگاهِ استنفورد بوده است.
در چاپ‌های اوّلیهٔ این متن اشاره شده که تمرین‌های این نمایش به خاطرِ کم‌آشنایی بازیگران با زبانِ فارسی دشوار شد و به انجام نرسید.
سهیل پارسا با گروهی بازیگرِ کانادایی آرش را در جشنوارهٔ تئاترِ فجرِ ۱۳۸۰ به صحنه برد.

## به دیگر زبان‌ها
آرش به انگلیسی ترجمه شده و با چند نمایشنامهٔ دیگر در کتابِ Stories from the Rains of Love and Death چاپ شده است.
- Stories from the Rains of Love and Death: Four Plays from Iran. Bahrām Bayz̤āʼī, ʻAbbās Naʻlbandiyān, Mohammad Rahmanian. tr. Soheil Parsa, Brian Quirt, Peter Farbridge. Playwrights Canada Press, 2009. ISBN 978-0-88754-819-2

نمایشنامه آرش به زبان‌های انگلیسی، اسپانیایی و صربستانی برگردانده شده است و توسّط سهیل پارسا در کوبا، کلمبیا، بوسنی و کانادا با بازیگران بومی این کشورها به روی صحنه رفته است.

### ارجاعات
1. ↑  طاهری و  نوبخت، «از آرش اساطیری-تاریخی تا آرش برخوانی بیضایی».
2. ↑  بیضایی و  اکبری، «چه محکمه‌های روشنفکری که گذراندم»، ۱۱۹.
3. ↑  بیضایی و  امیری، «جدال با جهل»، ۲۶.
4. ↑  بیضایی و دیگران، «نقد و بررسی «سه برخوانی»»، ۳۰.
5. ↑  بیضایی، ««آرش»، سه برخوانی»، ۲۷–۶۹.
6. ↑  بیضایی، «سالشمار زندگی و آثار بهرام بیضایی»، ۱۵.
7. ↑  بیضایی، «سالشمار زندگی و آثار بهرام بیضایی»، ۱۶.
8. ↑  بیضایی، «گفت‌وگو با بهرام بیضایی»، ۲۰.
9. ↑  https://openlibrary.org/publishers/Nilufar
10. ↑  «نسخه آرشیو شده». بایگانی‌شده از اصلی در ۴ فوریه ۲۰۲۱. دریافت‌شده در ۲۷ ژانویه ۲۰۲۱.
11. ↑  بیضایی، «سه برخوانی»، ۲۸.
12. ↑  بیضایی، «دیوان نمایش/۱»، چهار iv.
13. ↑  آزموده، «مردم بزرگ‌ترین سرمایه هستند»، ۱۲.
14. ↑  http://isna.ir/fa/news/92101407155/-آرش-ساد-رحمانیان-دو-اجرایی-شد
15. ↑  http://teater.ir/?news=139210036
16. ↑  روزنامه شرق، سال یازدهم، شماره ۱۹۲۰. یکشنبه ۱۵ دی ۱۳۹۲. صفحهٔ ۱۱.
17. 1 2  «ĀRAŠ». دانشنامه ایرانیکا. بایگانی‌شده از اصلی در ۲۴ ژوئن ۲۰۱۷. دریافت‌شده در ۱۱ شهریور ۱۳۹۵.
18. ↑  «نسخه آرشیو شده». بایگانی‌شده از اصلی در ۲۵ ژوئیه ۲۰۱۴. دریافت‌شده در ۱۸ ژوئیه ۲۰۱۴.
19. ↑  «نسخه آرشیو شده». بایگانی‌شده از اصلی در ۲۵ ژوئیه ۲۰۱۴. دریافت‌شده در ۱۸ ژوئیه ۲۰۱۴.
20. ↑  http://ilna.ir/news/news.cfm?id=91877
21. ↑  http://www.saridownload.com/اسطوره-ایرانی-در-ميان-اهالی-استنفورد/%5Bپیوند+مرده%5D
22. ↑  مهندس‌پور، «می‌خواهم فریاد بزنم: چرا این همه دیر؟»، ۵.
23. ↑  «نسخه آرشیو شده». بایگانی‌شده از اصلی در ۲۶ ژوئیه ۲۰۱۴. دریافت‌شده در ۱۸ ژوئیه ۲۰۱۴.
24. ↑  http://books.google.com/books?id=6FILAQAAMAAJ&dq=storie+from+the+rains+of+love&hl=en&sa=X&ei=84DJU_vcOaLH0QW94oDwAg&ved=0CB4Q6AEwAA
25. ↑  «سهیل پارسا: «آرش بیضایی قهرمان نیست و هرگز نمی‌خواهد قهرمان باشد»». تیرگان. ۳۰ اوت ۲۰۱۷. بایگانی‌شده از اصلی در ۱ دسامبر ۲۰۱۷. دریافت‌شده در ۳۰ نوامبر ۲۰۱۷.